# メンタ (小惑星)
メンタ(1078 Mentha)は、小惑星帯の小惑星である。1926年12月7日にカール・ラインムートがハイデルベルクで発見した。当初は1926 XBという仮符号が付けられた。
シソ科のハッカ属(Mentha)にちなんで命名された。